# Protivin
Cet article concerne la localité d'Iowa. Pour la localité de République tchèque, voir Protivín.
La ville américaine de Protivin est située dans les comtés de Chickasaw et Howard, dans l’État de l’Iowa. Lors du recensement de 2010, sa population s’élevait à 283 habitants.

## Origine du nom
La localité a été nommée en hommage à la ville de Protivín, aujourd’hui située en République tchèque.

## Source
- (en) Cet article est partiellement ou en totalité issu de l’article de Wikipédia en anglais intitulé « Protivin, Iowa » (voir la liste des auteurs).